# Almería (stad)

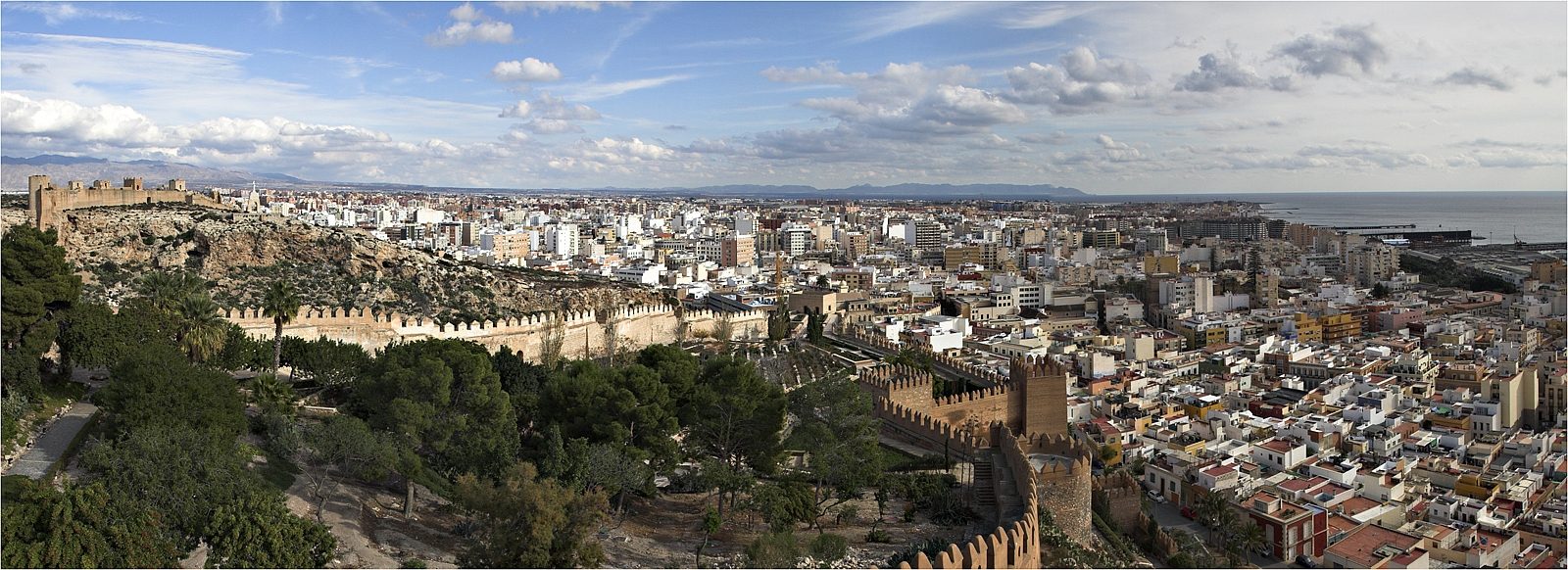
Zicht op de stad

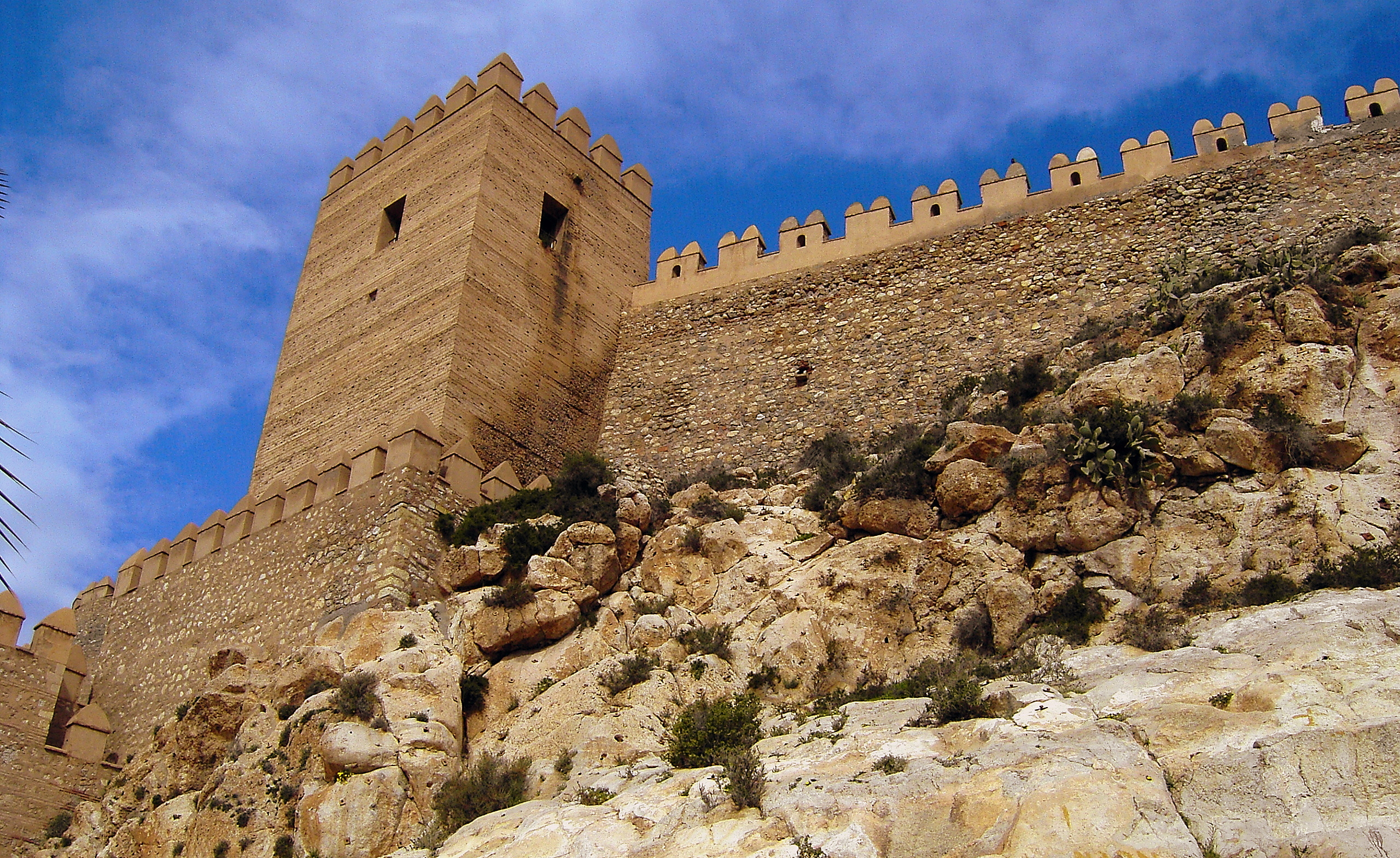
Alcazaba

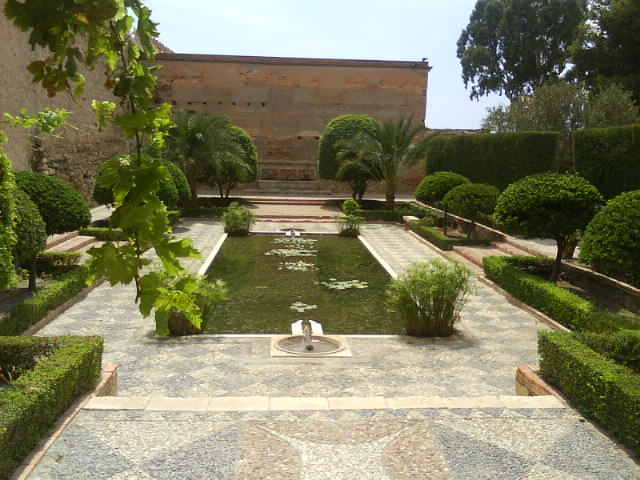
Binnentuin Alcazaba

Almería is een stad en gemeente in Andalusië, Zuid-Spanje, aan de Middellandse Zee. Het is de hoofdstad van de gelijknamige provincie Almería. In 2019 had de stad 198.533 inwoners. De kust bij Almería heet de Costa de Almería en is 219 kilometer lang, met zonnige stranden. De regio kent gemiddeld de meeste zonuren per jaar van Europa. De stadsnaam 'Almería' is afgeleid van het Arabische begrip Al-Mariya ('Spiegel van de Zee').
Ten westnoordwesten van de stad ligt de Sierra Nevada, en aan de andere kant hiervan ligt de stad Granada.
Bij Almería ligt een vliegveld en een circuit, verder heeft de stad een treinstation. Vanuit de haven van Almería kan men de oversteek naar Noord-Afrika maken. Er zijn overtochten van Transmediterranea naar onder meer de Spaanse exclave Melilla, het Marokkaanse Nador en Al Hoceima. De oversteek naar Afrika vanaf Almería is echter duurder dan die vanuit Algeciras of Tarifa, aangezien de afstand van deze laatste steden tot Afrika veel kleiner is.

## Geschiedenis van Almería
Tijdens het kalifaat Córdoba was Almería de belangrijkste havenplaats. De haven was van belang voor de handel. In 1489 kwam hieraan een einde, toen de katholieke Spanjaarden onder Ferdinand van Aragón en Isabella van Castilië de stad veroverden op de Moren. In 1522 werd de stad verwoest door een aardbeving.
De Kruistocht van Almería was een strijd in 1147 tussen de kruisvaarderscoalitie bestaande uit het koninkrijk Castilië, het koninkrijk Aragon, de republiek Pisa en de republiek Genua gericht tegen de Almoraviden in Almería. 

## Klimaat
Almería kent een woestijnklimaat (BWh, Klimaatclassificatie van Köppen) met relatief warme winters (9 °C - 17 °C) en zomers (24 °C - 33 °C). Tijdens de zomermaanden kan de maximale temperatuur de grens van 40 °C overschrijden. Het is de enige stad binnen continentaal Europa waar tot in 2016 nooit een temperatuur onder het vriespunt is waargenomen, de laagst gemeten temperatuur was +0,1 °C in januari 2005.
Met een gemiddelde van 2994 zonuren en 108 compleet onbewolkte dagen, is Almería een van de zonnigste steden van Europa.
| Maand                                 | jan  | feb  | mrt  | apr  | mei  | jun  | jul  | aug  | sep  | okt  | nov  | dec  | Jaar |
| ------------------------------------- | ---- | ---- | ---- | ---- | ---- | ---- | ---- | ---- | ---- | ---- | ---- | ---- | ---- |
| Hoogste maximum (°C)                  | 24,4 | 25,2 | 32,4 | 34,2 | 34,2 | 40,8 | 41,2 | 41,1 | 37,6 | 34,4 | 29,0 | 27,7 | 41,2 |
| Gemiddeld maximum (°C)                | 18,8 | 19,4 | 21,3 | 23,1 | 26,0 | 30,2 | 32,8 | 33,0 | 31,1 | 26,6 | 22,9 | 19,3 | 33,4 |
| Gemiddelde temperatuur (°C)           | 12,6 | 13,3 | 15,1 | 17,0 | 19,2 | 23,5 | 26,1 | 26,7 | 24,2 | 20,4 | 16,4 | 13,3 | 19,1 |
| Gemiddeld minimum (°C)                | 5,9  | 6,5  | 8,1  | 10,5 | 12,0 | 15,7 | 19,3 | 20,2 | 17,2 | 13,5 | 10,6 | 7,6  | 5,9  |
| Laagste minimum (°C)                  | 0,1  | 1,0  | 1,0  | 6,0  | 8,4  | 10,4 | 12,0 | 14,8 | 10,1 | 1,6  | 3,1  | 2,0  | 0,1  |
|                                       |      |      |      |      |      |      |      |      |      |      |      |      |      |
| Neerslag (mm)                         | 24   | 25   | 16   | 17   | 12   | 5    | 1    | 1    | 14   | 27   | 28   | 30   | 200  |
| Regendagen (dag)                      | 2,9  | 2,9  | 2,6  | 2,6  | 1,9  | 0,6  | 0,3  | 0,3  | 1,5  | 2,8  | 3,6  | 3,3  | 25,3 |
| Relatieve luchtvochtigheid (%)        | 67   | 67   | 65   | 62   | 63   | 61   | 60   | 63   | 65   | 68   | 67   | 67   | 64,6 |
| Bron: Agencia Estatal de Meteorología |      |      |      |      |      |      |      |      |      |      |      |      |      |

## Bezienswaardigheden in en rondom Almería

### La Alcazaba
Alcazaba de Almería is een Arabisch fort en een van de belangrijkste Arabische monumenten van het land. De constructie van het grootste Arabische fort van Spanje begon in 955 op bevel van kalief Abd al-Rahman III en eindigde in de elfde eeuw.

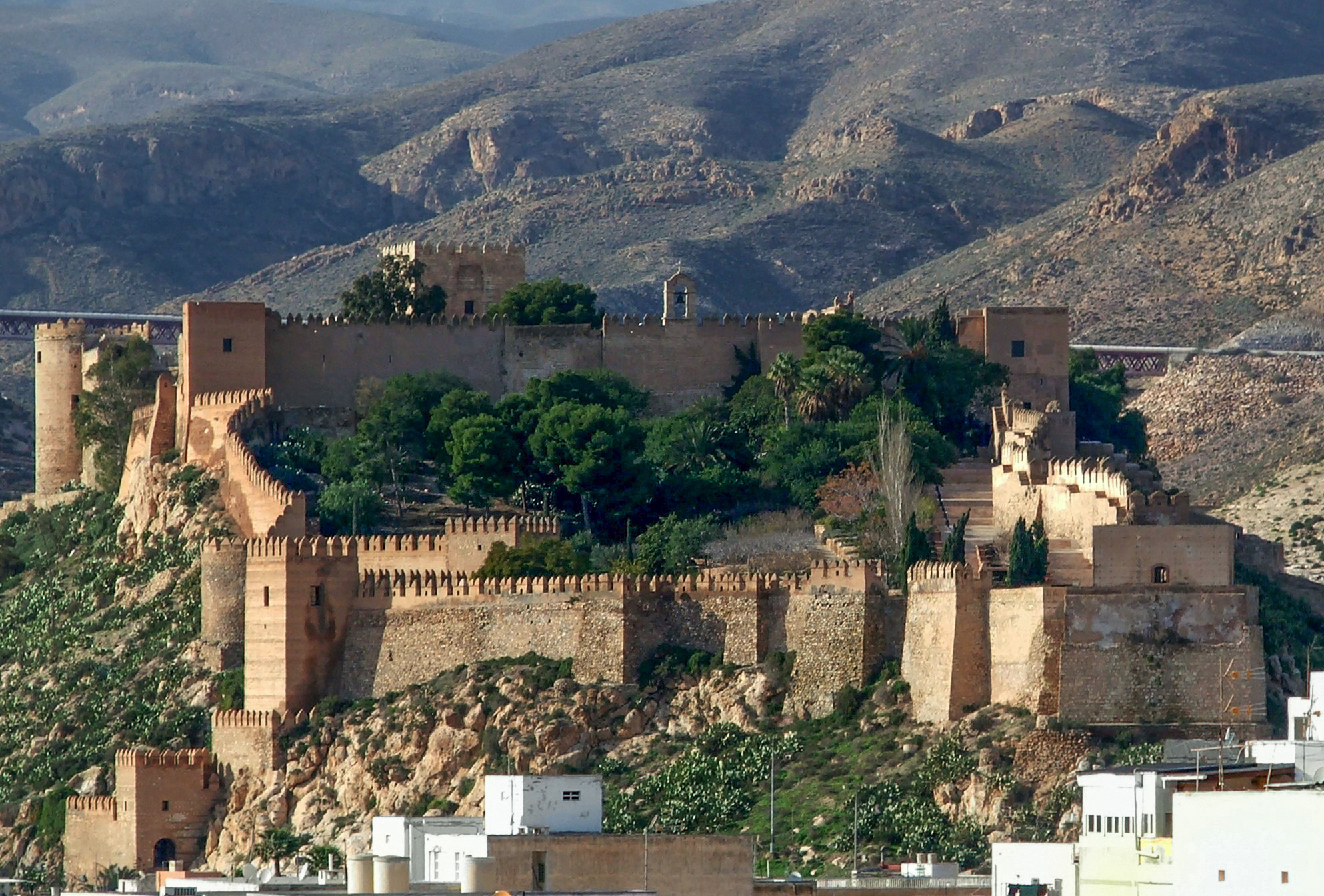
Alcazaba de Almería

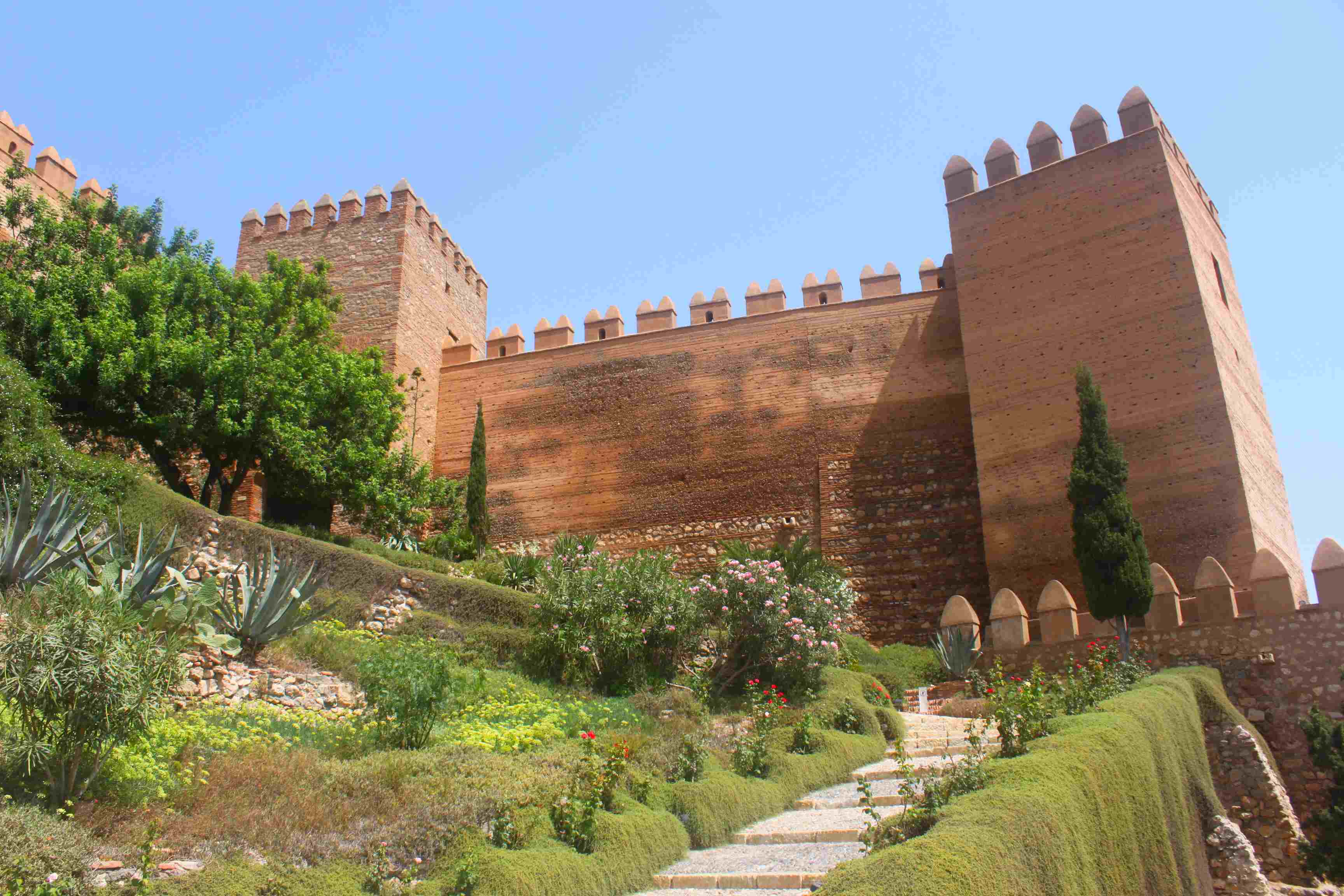
Muur van Alcazaba

### Kathedraal van Almería
De Kathedraal van Almería (Spaans: Catedral de la Encarnición de Almería) is de zitplaats van het bisdom Almería. De bouw begon in 1524 en eindigde in 1562, de kathedraal kent een combinatie van Gotische en Renaissance architectuur. Kenmerkend is het ontwerp van het bouwwerk als fort, dienend als verdediging tegen onder andere piraten.

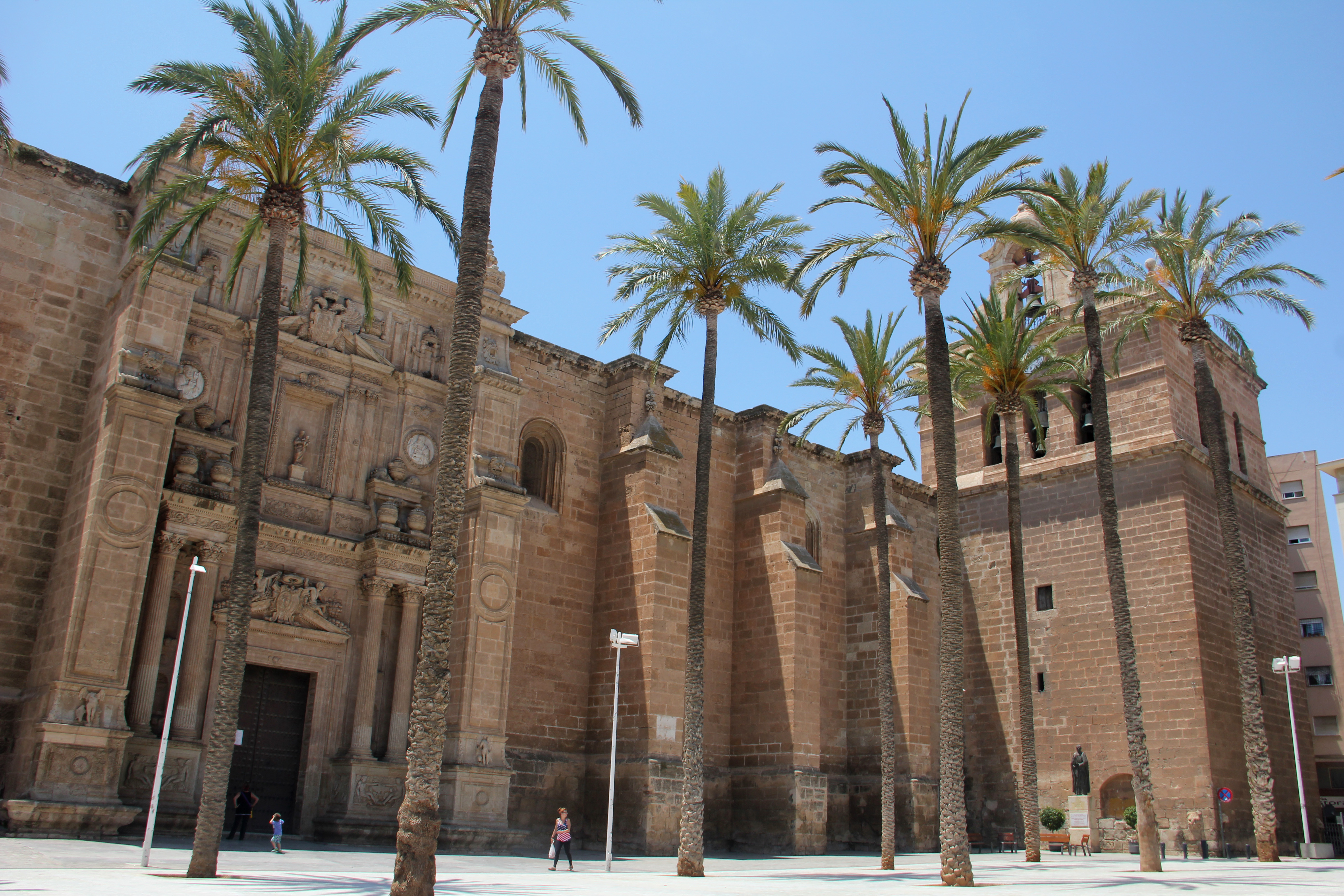
Kathedraal van Almería

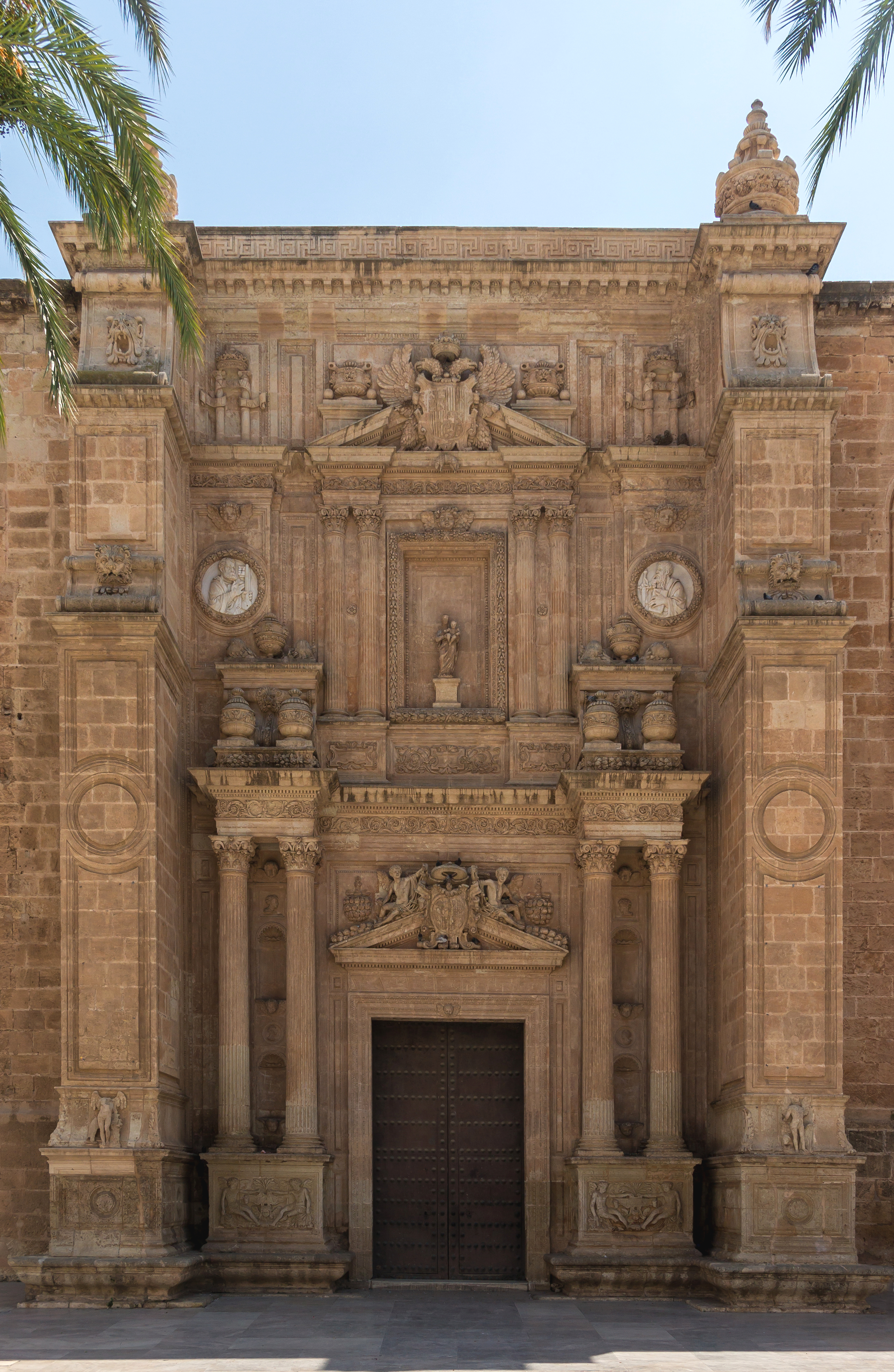
Poort kathedraal

### Andere bezienswaardigheden
- Cable Inglés
- Paseo Marítimo
- La Rambla
- Los refugios (ondergronds gangenstelsel stammend uit de tijd van de Spaanse Burgeroorlog)
- Plaza de la Constitución
- Plaza de Toros (Almería)
- La casa del cine (filmmuseum, gevestigd in een villa waar John Lennon enige tijd van zijn leven doorbracht en aldaar Strawberry Fields Forever schreef)
- El paseo
- Sala de Prehistoria (museum over de prehistorische tijd)
- Sala de Historia Antigua (museum over de oudheid)
- Muralla de Jairan
- Torre de los Espejos

Kerken
- Santuario de la Virgen del Mar
- Iglesia de San Sebastián
- Iglesia de Santiago
- Iglesia de San Juan Evangelista

## Demografische ontwikkeling
Bron: INE; 1857-2019: volkstellingen
Opm: Bevolkingscijfers in duizendtallen; aanhechting van Huércal de Almería (1877) en afstand van Huércal de Almería (1887)

## Sport
Almería telt één professionele voetbalclub, UD Almería, die vanaf het seizoen '22-'23 zal uitkomen op het hoogste niveau (Primera Divisiòn) van Spanje. UD Almería speelt zijn thuiswedstrijden sinds 2005 in het Estadio de los Juegos Mediterráneos. Dit stadion werd gebouwd vanwege de organisatie van de Middellandse Zeespelen door Almería in 2005 en heeft een capaciteit van 22.000 toeschouwers.
Jaarlijks wordt in februari in en om Almeria de eendaagse wielerkoers Clásica de Almería (mannen/vrouwen) verreden. De eerste editie werd in 1986 verreden.

## Geboren in Almería
- Antonio de Torres (1817-1892), gitaarbouwer
- Nicolás Salmerón (1838-1908), President van de Eerste Spaanse Republiek
- Abel Paz (pseudoniem van Diego Camacho) (1921-2009), revolutionair en schrijver
- Tomatito (1958), flamencogitarist
- David Fernández (1973), voetbalscheidsrechter
- David Bisbal (1979), zanger
- Dani Romera (1995), voetballer
- Rubén Duarte (1995), voetballer

## Stedenbanden
- Boulogne-Billancourt (Frankrijk)
- Melilla (Spanje)
- Oran (Algerije)
- Rastatt (Duitsland)